# Major Dezső (filmrendező)
Major Dezső, 1910-ig Markbreiter Dezső (Bihardiószeg, 1886. május 2. – Budapest, Józsefváros, 1945. január 12.) filmrendező és író, Major Henrik bátyja.

## Életútja
Markbreiter Jónás (1843–1915) cipészmester és Pollák Terézia fiaként született zsidó családban. Újságíróként kezdte pályáját. Pozsonyban előadták Mérkőzések című színművét. Később a pozsonyi színház dramaturgja, rendezője, majd a Sascha-filmgyár, végül Budapesten a Star-filmgyár rendezője lett. Később tanító- és propagandafilmeket rendezett, mint az állami pedagógiai filmgyár főrendezője. 1937-ben ő rendezte a Hölgy a második emeleten című román hangosfilmet. Halálát tüdőgyulladás okozta.
1925. november 14-én Budapesten, az Erzsébetvárosban házasságra lépett Riemer Mendel és Schvarcz Karolina lányával, Etelkával.

## Ismertebb filmjei
- Terike (1924)
- A csodadoktor (1926)
- Filléres gyors (filmszkeccs, 1932)

Valamint néhány Hacsek és Sajó-kisfilm.